# Chodníkový blues
Chodníkový blues je páté studiové album české rockové skupiny Katapult, které vyšlo v roce 1995 u vydavatelství Monitor-EMI. Album vzniklo z několika nevydaných, přepracovaných nebo zcela nových písní. Album vyšlo původně jako CD, posléze jako dvojalbum na LP v roce 2018. Jedná se o poslední studiové album skupina na kterém se podílel bubeník Milan Balcar, který ze skupiny ze zdravotních důvodů odešel.

## Seznam skladeb
| Pořadí | Název                     | Autor                 | Délka |
| ------ | ------------------------- | --------------------- | ----- |
| 1.     | Chodníkový blues          | (Říha/Gellner)        | 4:49  |
| 2.     | Nesmíš dát jenom na zdání | (Říha/Vostárek)       | 4:23  |
| 3.     | Snad je ti něčeho líto    | (Říha/Vrba)           | 4:13  |
| 4.     | Věstonická venuše         | (Srnec/Čech)          | 3:23  |
| 5.     | Jsou špatný dny           | (Říha/Vostárek)       | 3:31  |
| 6.     | Good Bye                  | (Nicholson/Nicholson) | 4:02  |
| 7.     | Koleda                    | (lidová, úprava Říha) | 3:50  |
| 8.     | Píseň                     | (Říha/Gellner)        | 3:00  |
| 9.     | Barborka                  | (Nikodém/Hořec)       | 3:01  |
| 10.    | Té divné noci             | (Říha/Vostárek)       | 3:55  |
| 11.    | Svý přání znát            | (Říha/Vrba)           | 1:56  |
| 12.    | S pomocí přátel           | (Říha/Čech)           | 4:35  |
| 13.    | Rovnováha                 | (Říha/Vrba)           | 4:09  |

## Obsazení
Katapult
- Oldřich Říha – kytara, akustická kytara, zpěv, foukací harmonika
- Jiří „Dědek“ Šindelář – baskytara, zpěv
- Milan Balcar – bicí

Hosté
- Tomáš Baroch – doprovodná kytara
- Bigman KODL – arrangement bass helper